# Sepsiszentgyörgyi Állami Magyar Színház
Sepsiszentgyörgyi Állami Magyar Színház (1948-1980). Sepsiszentgyörgyön állandó színház a Kolozsvár tartományi Szakszervezeti Tanács védnöksége alatt 1946-ban alakult Dolgozók Színháza magyar tagozatának áthelyezésével jött létre 1948 augusztusában. Kezdetben Állami Magyar Népszínház nevet viselt. 1949 márciusától Állami Magyar Színház néven folytatta működését. 1992-től Tamási Áron Állami Magyar Színház, míg 1998-tól Tamási Áron Színházként működik.

## A színház vezetői és műsorpolitikája
Igazgatók: Bokor Andor (1946-56), Kováts Dezső (1956-68), Dukász Anna (1968-73), 1973-tól Sylvester Lajos. Irodalmi titkárok: Bokor Lívia (1946-56), Sombori Sándor (1956-59 és 1963-69), Jecza Tibor (1959-63), 1970-től Veress Dániel. Az intézmény az alapító okmány szerint drámai színház. Több műfajt magába ölelő arcélét sajátos helyzete és a nézők igényei alakították ki: a Barcaságtól Gyimesig terjedő tájegység falujáró színháza lett.
Műsorrendjében a nyomaték a kortárs hazai román (Al. Voitin, Dumitru Radu Popescu, L. Demetrius, Aurel Baranga, Paul Everac, Vasile Lovinescu), magyar, a klasszikus és a két háború közti román (Ion Luca Caragiale, Tudor Mușatescu, M. Sorbul, Victor Eftimiu, Mihai Sebastian, G. Ciprian), a klasszikus magyar (Katona, Fazekas, Petőfi, Vörösmarty, Csiky Gergely, Mikszáth, Móricz, Németh László), valamint az egyetemes drámairodalom realista és romantikus alkotásainak bemutatására esett (Lope de Vega, Calderón, Machiavelli, Shakespeare, Molière, Schiller, Goethe, Victor Hugo, Gogol, Ibsen, Makszim Gorkij, Shaw, Krleža).
Szórványosan a kortárs magyar és nyugati drámairodalom is szóhoz jutott (Illyés Gyula, Illés Endre, Görgey Gábor, Kertész Ákos, Tennessee Williams, Albert Camus, William Faulkner, Dürrenmatt, Joseph Heller). Az Állami Magyar Színház jelentős vállalkozásai közé tartozott az egyszerzős drámai ciklusok kialakítása: Tamási-sorozat (Énekes madár, Csalóka szivárvány, Tündöklő Jeromos, Hegyi patak, Hullámzó vőlegény), Sütő András-sorozat (Tékozló szerelem, Csillag a máglyán, Káin és Ábel, Szuzai menyegző), a gyermek és ifjúsági színműveket bemutató sorozat, valamint a történelmi drámák sora (Veress Dániel: Mikes, Véres farsang, Wesselényi, Örvényben; Páskándi Géza: Tornyot választok; Illyés Gyula: Különc; Katona József: Bánk bán; Sombori Sándor: Gábor Áron; utóbbi kivételével Völgyesi András rendezésében).
Három évtized alatt (1948-1978) a társulat a következő kortárs romániai magyar írók és színpadi szerzők harmincegy színművét vitte színpadra: Balla Károly, Csávossy György, Deák Tamás, Kiss László, Kováts Dezső, Marton Lili, Méhes György, Nagy István, Novák Anna, Páskándi Géza, Seprődi Anna, Simon Magda, Sombori Sándor, Sütő András, Szemlér Ferenc, Tamási Áron, Tomcsa Sándor, Tömöry Péter, Veress Dániel. A Stúdió-színpad monodrámákat, egyéni és kollektív irodalmi műsorokat, verses összeállításokat mutatott be Juhász Gyula, Ion Luca Caragiale, Petőfi, Ady, Kányádi Sándor, Tamási Áron, Farkas Árpád s mások műveiből, a világirodalom szerelmes verseiből vagy a színházról és színjátszásról írott művekből. A társulat évente hét-nyolc nagyszínpadi, egy-három stúdió bemutatót tartott, átlagos nézőszám évenként száz-száztízezer.
1957–1982 között Irodalmi Színpad néven alkalmi rendezvénysorozatot tartottak, amelynek keretében – olykor más fórumokkal (Vörös Zászló, Igaz Szó, Megyei Tükör) közösen – irodalmi estek, emlékműsorok vagy egyéni előadóestek követték egymást. Emlékezetesebb rendezvények a Juhász Gyula- (1957), Ady Endre- (1957, 1969, 1977), József Attila- (1958, 1980), Csehov- (1960), Ion Luca Caragiale- (1962), Arany János- (1978, 1982), Kudelász Ildikó Kányádi-est (1970), Molnár Gizella magyar népballadaestje (1971), Székely János Dózsája Nemes Levente előadásában (1973), Az éden elvesztése című Illyés-oratórium Nászta Katalin előadásában (1977), Daróczi Zsuzsa néger költői estje (1977), Király József Tamási-estje (1978), Márton Árpád Szavaink szépapái c. előadóestje, Arany János Toldija Nemes Levente előadásában (1978), Balázs Éva Farkas Árpád-estje (1981), Kocsis István Árva Bethlen Katája Krizsovánszky Szidónia előadásában (1982).

## Színészek
- Ferenczy Csongor
- Székely Szabó Zoltán (1976-86)
- Nászta Katalin

## Színháztörténet
A sepsiszentgyörgyi színjátszás előtörténetével – saját kutatásaira támaszkodva – Sombori Sándor foglalkozott (Színjátszás Sepsiszentgyörgyön a XIX. században, Aluta 1970; Színjátszás Sepsiszentgyörgyön a XX. század elején. 1900-1913, Aluta 1971).